# Våg-partikeldualitet
Våg-partikeldualitet innebär att elektromagnetisk strålning (till exempel ljus) och materia (i praktiken små objekt, till exempel elementarpartiklar, atomer och molekyler) uppvisar både vågegenskaper och partikelegenskaper. Denna dualitet behandlas inom kvantmekaniken.
Att ljuset har vågegenskaper har länge varit känt. Interferens, som bland annat innebär att två ljusstrålar överlagras på sådant sätt att de både kan förstärka och försvaga varandra, är lätt att observera. Exempelvis kan man se färgskiftningar i en tunn oljefilm eller sätta upp mer kontrollerade experiment med ljus av en enda våglängd och låta ljuset passera smala spalter.
Dock finns observationer som inte kan förklaras med denna modell, men däremot om man antar att ljuset är en ström av partiklar. Ibland försöker man sammanfatta ljusets (och materians) dubbla natur, genom att beskriva ljuset som en ström av små vågpaket. Men inte heller denna enkla modell förklarar helt de observationer vi kan göra.
Om man vill ha en förenklad bild av vad ljuset är, förstår man vissa observationer bäst om ljuset uppfattas som en vågrörelse, och andra om ljuset uppfattas som en partikelström. Inom modern fysik, inom kvantmekaniken, används inte dessa enkla modeller. I stället används ett matematiskt formelspråk.

## Historia
Newton ansåg på 1600-talet att ljus bestod av partiklar, och han utvecklade en framgångsrik optisk teori baserad på sitt antagande.
I början av 1800-talet, visade diffraktionsexperiment av Young och Fresnel att ljus har vågegenskaper: när ljus sänds genom ett gitter uppstår ett karakteristiskt interferensmönster, väldigt likt mönstret från interfererande vattenvågor. Till och med ljusets våglängd kan beräknas utifrån mönstret. När Maxwell i slutet av 1800-talet beskrev ljus som utbredning av elektromagnetiska vågor med Maxwells ekvationer, blev vågbeskrivningen av ljus allmänt vedertagen.
1905 förklarade Albert Einstein den fotoelektriska effekten genom att postulera fotoners ljuskvanta av energi med partikelliknande egenskaper. I den fotoelektriska effekten belyses en metallplatta och emitterar elektroner; energin från dessa elektroner bestäms av ljusets frekvens, medan antalet elektroner bestäms av ljusets intensitet. Denna effekt kan inte förklaras om ljus antas vara en våg.
Einstein postulerade att frekvensen f av ljus förhåller sig till energi E via dess fotoner genom
E  =  hf
där h är Plancks konstant.
1924 hävdade Louis de Broglie att all materia har vågliknande natur och relaterade våglängden λ och rörelsemängden p genom hans ekvation
λ  =  h / p.
Detta är en generalisering av Einsteins ekvation ovan eftersom rörelsemängden hos en foton ges genom p = E / c
där c är ljusets hastighet i vakuum, och λ = c / f.
de Broglies formel bekräftades tre år senare genom att rikta en elektronstråle (som har massa) genom en kristall och observera de förutsagda interferensmönstren. Liknande experiment har senare gjorts med protoner och till och med hela molekyler, och formeln har bekräftats varje gång.
Planckkonstanten h är extremt liten och det förklarar varför vi inte uppfattar en vågliknande egenskap hos vardagliga objekt:
deras våglängd är oerhört liten. Det faktum att materia kan ha väldigt korta våglängder utnyttjas i elektronmikroskop.

## Kvantmekanik
Inom kvantmekaniken förklaras vågpartiklarnas dualitet genom att varje system och partikel beskrivs av vågfunktioner som bestämmer sannolikhetsdistributioner för alla mätbara variabler. Partikelns position är en sådan variabel. Innan en observation görs, beskrivs partikelns positioner i termer av sannolikhetsvågor, vilka kan interferera med varandra.
Ett enkelt experiment, dubbelspaltsexperimentet, illustrerar dualiteten: Skjut elektroner mot en skärm med två spalter och notera deras vägval med en detektor bakom skärmen. Man kommer att finna ett interferensmönster som om det skapats genom diffraktion av ljus. Detta mönster uppstår även om elektronkällan endast sänder en elektron per sekund. Enligt den klassiska fysikens antaganden färdas varje elektron antingen genom den första eller den andra spalten, man borde kunna skapa samma interferensmönster om man genomför experimentet dubbelt så länge, men stänger spalterna växelvis för varje elektron som passerar. Men så är inte fallet: interferensmönstret uppkommer inte. Om man bygger små detektorer kring spalterna för att avgöra vilken väg en enskild elektron väljer, förstör också denna mätning interferensmönstret.
Mönstret är ett resultat av elektronens vågfunktion som diffrakteras genom båda spalterna och interfererar med sig själv. Vågfunktionen är en komplex funktion av rum och tid. Kvadraten på magnituden av dess funktion beskriver sannolikheten att finna elektronen på en given plats vid en given tidpunkt. Interferensen beror på det faktum att kvadraten på magnituden av summan av två komplexa tal kan skilja sig från summan av kvadraterna på deras magnituder.
Experimentet illustrerar också ett intressant särdrag hos kvantmekanik. Innan en observation har gjorts är partikelns position beskriven i termer av sannolikhetsvågor, men efter att partikeln har observerats beskrivs den av ett bestämt värde. Hur man ska göra sig en föreställning om vad som händer i mätprocessen är en av de stora ouppklarade frågorna i kvantmekaniken. Standardtolkningen är Köpenhamnstolkningen som leder till intressanta tankeexperiment som Schrödingers katt. En annan tolkning är Hugh Everetts flervärldstolkning.
Är då till exempel en foton en partikel eller en våg? Eller kanske lite av vardera samtidigt? Detta är emellertid frågor utan mening. Om man arrangerar ett experiment så att man vet vilken väg fotonerna tar genom en dubbelspalt får man inte längre ett interferensmönster och fotonerna uppvisar partikelkaraktär. Om det i experimentet är omöjligt att veta vilka banor fotonerna följer erhålls ett interferensmönster och fotonerna uppvisar vågkaraktär.